# Чобанлар
Чобанлар (тур. Çobanlar) — город в провинции Афьонкарахисар Турции, центр одноимённого района. Его население составляет 8,782 человек (2009). Высота над уровнем моря — 992 м.